# Bùi Trân Phượng
Bùi Trân Phượng là nhà quản lý giáo dục, nhà khoa học Việt Nam, nguyên là hiệu trưởng Trường Đại học Hoa Sen.

## Tiểu sử
Bùi Trân Phượng sinh năm 1950 trong một gia đình có nhiều thế hệ theo nghề giáo. Sau khi hoàn thành chương trình trung học Pháp tại trường Marie Curie, bà đậu Tú tài hạng Ưu và đi du học Pháp vào năm 1968. Năm 1972, bà tốt nghiệp cử nhân giáo khoa Lịch sử Đại học Paris I, Pháp. Năm 1994, bà tốt nghiệp Thạc sĩ tại Đại học Paris VII, Pháp, và tốt nghiệp Thạc sĩ Quản trị kinh Doanh UBI (2003) và bảo vệ thành công luận án Tiến sĩ tại Đại học Lyon 2, Pháp (2008).
Từ năm 1972 đến 1975, bà dạy học tại trường Marie Curie và thỉnh giảng tại Đại học Cần Thơ.
Từ 1975 đến 1991, bà công tác tại Đại học Sư phạm TP. Hồ Chí Minh và trải qua các chức vụ: Chủ nhiệm Bộ môn Lịch sử Việt Nam, Phó Chủ nhiệm Khoa Sử. Về Trường Đại học Hoa Sen từ năm 1991, bà lần lượt đảm nhận các cương vị: Trưởng Bộ môn tiếng Pháp, Trưởng ngành Quản trị Văn phòng, Phó Hiệu trưởng phụ trách hợp tác quốc tế, rồi trở thành Hiệu trưởng từ năm 1996. Từ năm 1996 đến tháng 4 năm 1999, bà giữ cương vị Hiệu Trưởng Trường Bán Công Hoa Sen. Từ tháng 4 năm 1999 đến tháng 11 năm 2006, bà giữ cương vị Hiệu Trưởng Cao đẳng Bán Công Hoa Sen. Đến tháng 11 năm 2006, bà giữ cương vị Hiệu Trưởng Đại Học Hoa Sen.
Từ năm 2012 đến 2017, bà giữ cương vị Phó Chủ tịch Hiệp Hội Các Trường Đại học Ngoài Công Lập.
Bà cũng là Chủ tịch Hội đồng Quản trị Công ty Cổ Phần ICONBBCT
Ngày 23/2/2013 cùng với đạo diễn Nguyễn Quang Dũng – Dũng "khùng", bà là khách mời của chương trình Chuyện đương thời bàn về chủ đề "Đổ lỗi cho ai". Chuyện đương thời là chương trình đối thoại đầu tiên ở Việt Nam mổ xẻ các vấn đề đang nóng trong xã hội dưới góc độ tâm lý, mang đến những giá trị mới phù hợp với hơi thở của thời đại, kế thừa những điểm đã làm nên tính hấp dẫn của Người đương thời trong suốt 11 năm như: tính thời sự, tính nhân văn...

## Trong vai trò của nhà quản lý giáo dục
Trong vai trò hiệu trưởng của Trường Đại học Hoa Sen, bà đã vạch ra nhiều hướng đi đúng đắn để không ngừng phát triển nhà trường. Những thành quả trong việc mở rộng quy mô và chất lượng đào tạo đã đưa Hoa Sen từ một trường Nghiệp vụ khi mới thành lập vươn lên thành trường Cao đẳng, rồi Đại học từ tháng 12/2006. Tại Đại học Hoa Sen cũng đang hình thành một đội ngũ trí thức được đào tạo chính quy từ nhiều nước khác nhau (100% giảng viên có trình độ tiến sĩ của Trường đều tốt nghiệp từ các đại học quốc tế). Bùi Trân Phượng tập hợp được một tập thể sư phạm đa dạng từ nhà giáo,doanh nhân, đến giáo sư quốc tế, Việt kiều và những bạn trẻ vừa du học về... Là một người quan tâm đến cải cách giáo dục, TS Bùi Trân Phượng tham gia nhiều diễn đàn cũng như cho tổ chức nhiều chương trình giao lưu, tọa đàm giữa sinh viên với văn nghệ sĩ, trí thức tại Đại học Hoa Sen.
Hiện nay, Trường Đại học Hoa Sen đã không còn là ngôi nhà với bà. Thay vào đó, thầy Lưu Tiến Hiệp đã tiếp nối chức vụ chăm lo cho ngôi trường này.

## Trong vai trò của nhà nghiên cứu khoa học
Ngoài việc là nhà quản lý giáo dục giỏi, bà còn là nhà nghiên cứu khoa học say mê. Từ năm 1975 đến 1992, các công trình nghiên cứu của bà tập trung vào lịch sử cận hiện đại Việt Nam; từ 1992 đến nay, nghiên cứu lịch sử văn hóa và lịch sử phụ nữ Việt Nam. Đề tài luận án tiến sĩ của bà là: "Việt Nam 1920–1945, giới và hiện đại: những nhận thức và trải nghiệm mới". Những công trình nghiên cứu của bà luôn được các nhà khoa học quốc tế đánh giá là có cái mới về tri thức cũng như phương pháp.

## Được tặng thưởng
- Huân chương Bắc đẩu bội tinh Hiệp sĩ do Tổng thống nước Cộng hòa Pháp ký sắc lệnh trao tặng vì những đóng góp của Tiến sĩ Bùi Trân Phượng trong việc thúc đẩy mối quan hệ hợp tác giữa Pháp và Việt Nam trong lĩnh vực văn hóa, giáo dục vào ngày 1/07/2014. Huân chương Bắc đẩu Bội tinh là huân chương cao quý nhất của Cộng hòa Pháp, do cơ quan Grande chancellerie de la Légion d'honneur thuộc Bộ tư pháp của nhà nước Pháp quản lý và được Hoàng đế Napoléon Bonaparte khởi xướng vào ngày 19/5/1802. Huân chương có 5 cấp bậc chính, trong đó bậc Chevalier de la Légion d'honneur (Hiệp sĩ) là bậc thứ 5 (bậc khởi đầu).
- Huân chương Quốc công bậc Hiệp sĩ, bởi những đóng góp của bà trong việc phát triển ngôn ngữ và văn hóa Pháp, do tổng thống Pháp Nicolas Sarkozy đã ký sắc lệnh trao tặng. Buổi trao huân chương cho bà diễn ra tại tòa Tổng lãnh sự quán Pháp tại TP.HCM ngày 30/3/2012.
- Giải thưởng "Vì sự nghiệp văn hóa và giáo dục" của Quỹ Văn hóa Phan Châu Trinh (29/3/2013) vì những hoạt động hiệu quả trong nhiều năm qua góp phần đổi mới giáo dục Đại học và Cao đẳng tại Việt Nam.[2]

## Quan điểm
- "Nếu người ta biết cảm thụ cái đẹp, người ta sẽ nhận ra cái đẹp, sẽ sống tốt hơn. Học phát triển con người, theo tôi, mới là học"[3]
- "Càng biết rộng, hiểu sâu, người ta càng khoan dung và nhân hậu hơn với đời, với người"[1]
- "Biển học là vô hạn, nhân sinh nhiều khác biệt, tri thức bất biến là tri thức chết"[1]